# Talpa (gmina)
Talpa – gmina w Rumunii, w okręgu Teleorman. Obejmuje miejscowości Linia Costii, Rotărești, Talpa Poștei, Talpa-Bâscoveni i Talpa-Ogrăzile. W 2011 roku liczyła 2055 mieszkańców. 